# Mola di Bari
Mola di Bari és un municipi italià, situat a la regió de la Pulla i a la Ciutat metropolitana de Bari. El 2022 tenia una població estimada de 24.567 habitants.